# Hapalopilus
Hapalopilus P. Karst. (miękusz) – rodzaj grzybów z rzędu żagwiowców (Polyporales). W Polsce występują 2 gatunki.

## Charakterystyka
Grzyby nadrzewne, saprotroficzne, poliporoidalne. Owocniki roczne, rozpostarte, rozpostarto-odgięte lub siedzące, pomarańczowe, łososiowe lub czerwonobrązowe, pod działaniem KOH fioletowawe lub wiśniowo-czerwone. Hymenofor poroidalny, pory okrągłe lub kanciaste. System strzępkowy monomityczny, strzępki generatywne ze sprzążkami, cystyd brak. Bazydiospory elipsoidalne do cylindrycznych, gładkie, szkliste i cienkościenne, w odczynniku Melzera nieamyloidalne. Rozwijają się na drewnie drzew iglastych i liściastych powodując białą zgniliznę drewna.
Czerwonawe zabarwienie pod wpływem KOH i monomityczny system strzępek ze strzępkami generatywnymi ze sprzążkami sprawia, że rodzaj jest dość odrębny od innych grzybów poliporoidalnych.

## Systematyka i nazewnictwo
Pozycja w klasyfikacji według Index Fungorum: Phanerochaetaceae, Polyporales, Incertae sedis, Agaricomycetes, Agaricomycotina, Basidiomycota, Fungi.
Takson utworzył Petter Adolf Karsten w 1881 r. Polską nazwę nadał Stanisław Domański ze współautorami w 1967 r.
Gatunki występujące w Polsce:
- Hapalopilus croceus (Pers.) Donk 1933 – miękusz szafranowy
- Hapalopilus rutilans (Pers.) P. Karst. 1881 – miękusz rabarbarowy

Wykaz gatunków i nazwy naukowe na podstawie Index Fungorum. Nazwy polskie według Władysława Wojewody.